# 波萝勉市
波萝勉，是柬埔寨南部的一个城市，该城市是波萝勉省省会、波萝勉县县治。该城市的名字在高棉语中意思是“大森林”。
西北距金边48公里。人口33,079人（2008年統計）。有古代高棉庙宇的遗迹。可由11号国家公路南连一号国道，通金边和越南胡志明市。該城市為臨近地區农产品贸易中心，近郊有橡胶种植园。养蚕、捕鱼甚盛，有锯木厂。附近的乃良城有湄公河渡口。